# 1437

## أحداث
- 20 فبراير - طعن جيمس الأول ملك اسكتلندا، ووفاته في اليوم التالي.
- 25 مارس - تتويج جيمس الثاني ملك اسكتلندا في دير هوليرود وهو بعمر السادسة، على يد إيجين الرابع

## مواليد
- إليزابيث وودفيل

## وفيات
- جيمس الأول ملك اسكتلندا
- ابن المرتضى